# Thomas Beck
Thomas Beck, präst och psalmförfattare. Född 1755 i London. Levde som predikant i England och avled 1844. 1782 utgav han en psalmsamling: Hymns Calculated for the Purposes of Public, Social, and Private Worship, i vilken bland andra ingår hans bearbetning av James Allens psalm Thou Lord, delights thy saints to own var med. Representerad i danska Psalmebog for Kirke og Hjem O, lad din Ånd nu med os være, översatt till danska av Nikolaj Frederik Severin Grundtvig.